# 노희경
노희경(1966년 3월 21일 ~ )은 대한민국의 텔레비전 드라마 작가이다. 

## 주요 경력
1995년 MBC 베스트극장 극본 공모 당선작인 《세리와 수지》로 작가 데뷔했으며, 이 작품보다는 먼저 《엄마의 치자꽃》이 MBC 베스트극장으로 방송되었다. 여러 편의 작품에서 사람에 대한 따뜻한 시선과 폐부를 찌르는 대사로 많은 고정팬을 가지고 있다.

## 학력
- 풍문여자고등학교
- 서울예술대학 문예창작과

## 홍보대사
- 한국JTS 홍보대사
- EBS <지식채널e> 시청자참여 UCC 공모전 홍보대사

## 집필 작품
- MBC 베스트극장 《사랑이 흔들릴때》 (1부작, 1995년 6월 2일)
- MBC 베스트극장 《예수가 떠난 후 남자들은 다시 돌을 던졌다》 (1부작, 1995년 10월 13일)
- MBC 베스트극장 《엄마의 치자꽃》 (1부작, 1996년 4월 19일)
- MBC 베스트극장 《세리와 수지》 (1부작, 1996년 6월 28일)
- MBC 특집극 《세상에서 가장 아름다운 이별》 (4부작, 1996년 12월 2일 ~ 1996년 12월 3일)
- KBS 드라마 스페셜 《아직은 사랑할 시간》 (1부작, 1997년 3월 9일)
- MBC 수목 미니시리즈 《내가 사는 이유》 (44부작, 1997년 5월 7일 ~ 1997년 10월 9일)
- KBS 월화 미니시리즈 《거짓말》 (20부작, 1998년 3월 30일 ~ 1998년 6월 2일)
- MBC 수목 미니시리즈 《우리가 정말 사랑했을까》 (44부작, 1999년 1월 27일 ~ 1999년 6월 24일)
- KBS 세기말 특집극 《슬픈 유혹》 (2부작, 1999년 12월 26일)
- KBS 월화 미니시리즈 《바보같은 사랑》 (20부작, 2000년 4월 24일 ~ 2000년 6월 27일)
- SBS 창사특집극 《빗물처럼》[4] (2부작, 2000년 11월 12일)
- SBS 주말극장 《화려한 시절》 (50부작, 2001년 11월 3일 ~ 2002년 4월 21일)
- KBS 월화 미니시리즈 《고독》 (20부작, 2002년 10월 21일 ~ 2002년 12월 24일)
- KBS 수목 드라마 《꽃보다 아름다워》 (30부작, 2004년 1월 1일 ~ 2004년 4월 14일)
- KBS 코미디 프로그램 《개그콘서트 - 김병만의 역사스페셜》 (2004년 2월 29일 ~ 2004년 9월 5일)
- KBS 코미디 프로그램 《개그콘서트 - 개그의 신》 (15부작, 2004년 12월 12일 ~ 2005년 2월 13일)
- KBS 코미디 프로그램 《개그콘서트 - 월드뉴스》 (2005년 10월 23일 ~ 2005년 11월 27일)
- KBS 수목 미니시리즈 《굿바이 솔로》 (15부작, 2006년 3월 1일 ~ 2006년 4월 20일)
- MBC 창사 45주년 특집 주말 특별기획 드라마 《기적》 (4부작, 2006년 12월 9일 ~ 2006년 12월 17일, 토·일)
- KBS 특집극 《우리를 행복하게 하는 몇 가지 질문》 (2부작, 공저, 2007년 5월 30일 ~ 2007년 5월 31일)
- KBS 월화 미니시리즈 《그들이 사는 세상》 (16부작, 2008년 10월 27일 ~ 2008년 12월 16일)
- KBS 드라마 스페셜 《빨강 사탕》 (1부작, 2010년 5월 15일)
- JTBC 월화 미니시리즈 《빠담빠담… 그와 그녀의 심장박동소리》 (20부작, 2011년 12월 5일 ~ 2012년 2월 7일)
- SBS 드라마 스페셜 《그 겨울, 바람이 분다》 (16부작, 2013년 2월 13일 ~ 2013년 4월 3일)
- SBS 드라마 스페셜 《괜찮아, 사랑이야》 (16부작, 2014년 7월 23일 ~ 2014년 9월 11일)
- tvN 금토드라마 《디어 마이 프렌즈》 (16부작, 2016년 5월 13일 ~ 2016년 7월 2일)
- 후난위성텔레비전 금응독파극장 《친애적타문》 (38부작, 2017년 12월 10일 ~ 2018년 1월 1일)
- tvN 토일드라마 《세상에서 가장 아름다운 이별》 (4부작, 2017년 12월 9일 ~ 2016년 12월 17일)
- tvN 토일드라마 《라이브》 (18부작, 2018년 3월 10일 ~ 2018년 5월 6일)
- tvN 토일드라마《우리들의 블루스》 (20부작, 2022년 4월 9일 ~ 2022년 6월 12일)

## 도서
- 《세상에서 가장 아름다운 이별》 (1997년, 한민사)
- 《드라마 아카데미》 (2005년, 펜타그램)
- 《지금 사랑하지 않는 자, 모두 유죄 : 노희경 에세이》 (2008년, 헤르메스미디어)
- 《그들이 사는 세상 1~2 : 노희경 대본집》 (2009년, 북로그컴퍼니)
- 《거짓말 1~2 : 노희경 대본집》 (2010년, 북로그컴퍼니)
- 《세상에서 가장 아름다운 이별 : 노희경 단막 대본집》 (2010년, 북로그컴퍼니) ※ 《유행가가 되리》《슬픈 유혹》《세리와 수지》포함
- 《세상에서 가장 아름다운 이별 : 노희경 원작소설》 (2010년, 북로그컴퍼니)
- 《굿바이 솔로 1~2 : 노희경 대본집》 (2011년, 북로그컴퍼니)
- 《열혈청춘(우리 시대 멘토 5인이 전하는 2030 희망 프로젝트)》 (2011년, 휴) ※ 박원순, 강경란, 윤명철, 법륜 공저
- 《빠담빠담 1~2 그와 그녀의 심장 박동 소리 : 노희경 대본집》 (2012년, 르네상스)
- 《그 겨울 바람이 분다 1~2 : 노희경 대본집》 (2013년, 북로그컴퍼니)
- 《그 겨울 바람이 분다 1~2 : 드라마 에세이》 (2013년, 오데옹미디어)
- 《괜찮아 사랑이야 1~2 : 노희경 대본집》 (2014년, 북로그컴퍼니)
- 《괜찮아 사랑이야 : 드라마에세이》 (2014년, 알에이치코리아)
- 《세상에서 가장 아름다운 이별 : 노희경 원작소설(개정판)》 (2015년, 북로그컴퍼니)
- 《지금 사랑하지 않는 자, 모두 유죄 : 노희경 에세이(개정판)》 (2015년, 북로그컴퍼니)

## 수상 경력
- 1995년 MBC 베스트극장 공모 당선 《세라와 수지》
- 1997년 제33회 백상예술대상 TV부문 '대상' 《작품상 - 세상에서 가장 아름다운 이별》
- 1997년 MBC 연기대상 '작가상' 《내가 사는 이유》
- 1999년 제35회 백상예술대상 TV부문 '극본상' 《거짓말》
- 1999년 방송위원회 이달의좋은프로그램상 《우리가 정말 사랑했을까》
- 1999년 KBS 연기대상 '작가상' 《슬픈 유혹》
- 2004년 KBS 연기대상 '작가상' 《꽃보다 아름다워》
- 2004년 제31회 한국방송대상 '통합 드라마부문' 《꽃보다 아름다워》
- 2004년 제17회 한국방송작가상 '드라마부문' 《꽃보다 아름다워》
- 2004년 제40회 백상예술대상 TV부문 '작품상' 《꽃보다 아름다워》
- 2005년 제17회 한국방송프로듀서상 드라마부문 '작가상'
- 2005년 제11회 상하이국제TV페스티벌 '최우수극본상' 《유행가가 되리》
- 2016년 제9회 코리아 드라마 어워즈 작가상 《디어 마이 프렌즈》
- 2017년 제53회 백상예술대상 TV부문 극본상 《디어 마이 프렌즈》

## 같이 보기
- 표민수